# Centrarthra pectinata
Centrarthra pectinata là một loài bướm đêm trong họ Noctuidae.